# Asalto al Policlínico Bancario
El asalto al Policlínico Bancario sucedió en Buenos Aires, Argentina el 29 de agosto de 1963. Una banda mató a dos empleados, causó heridas a otros tres y huyó con un importe que equivalía aproximadamente a 100 000 dólares estadounidenses. Parte del dinero obtenido financió actividades del Movimiento Nacionalista Tacuara, la primera guerrilla urbana de Argentina, a la que pertenecían los promotores del grupo.
El hecho, que causó gran conmoción en el país por la violencia y precisión con la que fue ejecutado, fue atribuido por la policía a delincuentes comunes y se estimó esclarecido; sin embargo, meses más tarde la información proveniente de la Sureté, la repartición policial francesa de que billetes provenientes del robo habían sido gastados por argentinos en un cabaret de París hizo que se reabriera la investigación y permitió individualizar a sus verdaderos autores. 
Casi todos los participantes fueron detenidos y enjuiciados, otros permanecieron prófugos y algunos estuvieron incorporados más adelante en otras organizaciones guerrilleras.

## Antecedentes

### El grupo Tacuara
El grupo Tacuara fue una organización que nació formalmente en Argentina a fines de 1957, con el nombre de «Grupo Tacuara de la Juventud Nacionalista» creada por jóvenes simpatizantes del franquismo y del nacionalismo católico que en su mayoría habían militado en la Unión Nacionalista de Estudiantes Secundarios (UNES). Tenía como antecedentes tanto en el aspecto ideológico como en su aceptación de métodos violentos de acción, a la Liga Patriótica que actuó en el país en la década de 1930  y a la Alianza Restauradora Nacionalista que tenía actividad desde comienzos de la década de 1940.
Desde su nacimiento tuvo sucesivas escisiones con sus correspondientes mutaciones ideológicas que iban desde la posición original hasta el marxismo leninista. Algunos de los grupos coincidían con la prédica del presbítero Julio Meinvielle y del sociólogo francés Jaime María De Mahieu, excolaborador del régimen de Vichy, otros se acercaron al peronismo bajo el nombre de “Nueva Argentina”, dirigida por Dardo Cabo y otros dejaron el antisemitismo que caracterizaba al grupo original y adoptaron una visión marxista y antiimperialista con la conducción de Joe Baxter.

### La idea del robo
Gustavo Posse era soltero, nacido en 1932, no tenía problemas económicos, pertenecía a una familia tradicional del interior del país ligada a la administración de justicia pues su padre había sido juez laboral y su abuelo camarista federal. Ricardo Viera, nacido el mismo año, mantenía con él una amistad de diez años desde que trabajaron juntos en un juzgado pero a diferencia del primero estaba casado, tenía una hija, estaba siempre endeudado e incluso había tenido un proceso por tenencia de arma en el que recibió ayuda de Posse. 
Viera militaba en el MNRT y en mayo o junio de 1963 propuso al grupo dar un gran golpe para obtener dinero con el que financiar sus actividades. Una persona, cuya identidad reservaba, daría la información necesaria a cambio del 30% del botín. Al inicio los otros se resistieron a esto último como contrario a sus principios pero terminaron por aceptarlo. La versión dada por Posse cuando más adelante fue detenido era que no había intervenido en la preparación del hecho sino que la información la había dado en forma involuntaria en una reunión de amigos en la que estaba presente Viera una prima hermana de Posse que trabajaba en la contaduría del Instituto de Servicios Sociales Bancarios del que dependía el Policlínico Bancario, que a veces acompañaba el dinero al Policlínico. Sea cual fuere la verdad, lo cierto es que Viera y otro integrante del grupo Horacio Rossi observaron durante un tiempo la forma en que llegaba el dinero y decidieron realizar el robo en el mes de julio aunque luego quedó para el mes siguiente. Se planificaron con cuidado las tareas a realizar y se repartieron los roles entre integrantes del grupo.
Decía Arbelos 43 años después en un reportaje que con esa acción el grupo se proponía “generar la insurrección armada a partir de una serie de hechos protagonizados por una vanguardia política, que asumiese la violencia como respuesta a las violencias que se fueron generando desde la “revolución fusiladora” de septiembre de 1955” con “tres ejes: un foco rural en Formosa, la masiva realización de actos de violencia urbana con formas operativas simples –que fueran calando en la mayoría del pueblo peronista– y la liberación de las Islas Malvinas del dominio inglés para que allí se asentara Juan Perón y dirigiera todo el proceso de liberación nacional.”

### La preparación
El Policlínico Bancario está ubicado en la avenida Gaona al 2100, frente a la Plaza Irlanda, en el barrio porteño de Caballito; el edificio, de aspecto imponente, abarca dos manzanas, tiene cuatro pisos,  jardines y una playa de estacionamiento.
Previamente, Luis Alfredo Zarattini, Jorge Cataldo y Rubén Rodríguez asaltaron el garaje de Zavala 2552,  robaron un Valiant gris y le cambiaron las chapas patentes. 
Rubén Rodríguez y Mario Duaihy alquilaron en Ramos Mejía una ambulancia, conducida por su dueño, supuestamente para ir a buscar un enfermo a la Capital Federal. En el camino subieron Tomislav Rivaric, que era estudiante de medicina, y Horacio Rossi que dominaron al conductor y lo narcotizaron. 
Cafatti, José Luis Nell y Carlos Arbelos esperaron cerca del Policlínico Bancario. 
Alfredo Zarattini vigiló desde un auto la salida del dinero y cuando faltaban pocas cuadras para llegar se adelantó a la camioneta para avisar a los de la ambulancia cuando exactamente llegarían al Policlínico. 
Caffatti entró al establecimiento a pie y permaneció mezclado con el público en la escalinata que conducía a la administración, lugar por donde debían pasar los empleados con el dinero.

## La Operación
A las 10:30, la ambulancia Rambler entró al Policlínico Bancario, mientras la sirena sonaba insistentemente. Rossi conducía vestido de enfermero, acompañado por Nell, que tenía un subfusil y Arbelos, armado con pistola .  
Apenas vio entrar a la ambulancia, el custodio Juan Carlos Lowry escuchó que le decían «traemos a un enfermo». Vio que en la camilla, pálido y tapado con una sábana, iba un hombre dormido, lo dejó pasar y anotó la hora de llegada y la marca y número de patente de la ambulancia. El vehículo fue hasta el fondo de la playa de estacionamiento, frente a los pabellones de la sala de internados. 
Enseguida una camioneta IKA del Policlínico, que traía alrededor de 14 millones de pesos para el pago de los sueldos de los empleados, llegó en la misma dirección pero estacionó a la izquierda. Una persona salió del vehículo y abrió la parte trasera del mismo, donde iba el sargento Alfredo Martínez y éste le entregó el dinero al empleado Victorio Gogo y al ordenanza Alejandro Morel. Otras dos personas que iban en la camioneta eran la cajera Nelly Culliazo y el empleado Vicente Bóvolo. 
En ese momento apareció Nell con el subfusil, delante de Arbelos, Rossi y Caffatti que llevaban pistolas y empezó a tirar ráfagas sobre los empleados, matando a Cogo y Morel en tanto Cafatti desarmaba al sargento Martínez que se había arrojado al suelo y con la ayuda de Arbelos llevó el maletín con dinero y monedas – pesaba unos 80 kilos- a la ambulancia.  Cuando Lowry acudió al oír los disparos Duahy que había estado escondido entre los autos lo amenazó con un arma impidiéndole cualquier acción. Los empleados Victorio Gogo y Alejandro Morel murieron en el acto y Culliazo, Bóvolo y Martínez resultaron heridos.

### El escape
La ambulancia que salió raudamente del lugar con los ladrones seguida por el Valiant conducido por Rodríguez que la aguardaba en la esquina, no fue alcanzada pese a que el comisario Carlos Sirito que por azar estaba en el lugar la persiguió y dio aviso a las unidades policiales. El vehículo fue abandonado a unas diez cuadras y cuando la encontró la policía 15 minutos después sólo estaba en su interior Mario Voda, el propietario narcotizado. Rossi y Nell siguieron en el Valiant hacia el departamento de los Posse en Talcahuano 1214 pero debieron completar el trayecto en un coche de alquiler cuando se le pinchó un neumático, en tanto los restantes se alejaron a pie y en distintas direcciones. En el departamento entregaron el 30 % a Posse, a quien conocían como amigo de Viera,  confirmando la sospecha que ya tenían sobre la identidad del informante, y el resto quedó para los demás integrantes y para la organización. Dentro del grupo algunos debatieron la conveniencia de matar a Posse dado que se trataba de alguien ajeno a la organización que poseía información valiosa sobre ella, pero finalmente se dejó eso de lado.

### Aparente esclarecimiento
La investigación quedó a cargo de Evaristo Meneses, jefe de la sección Robos y Hurtos de la Policía Federal; por una parte buscaron –principalmente entre empleados que hubieran sido despedidos del Policlínico- quién podía haber sido el entregador y por la otra procuraron determinar a través del modus operandi cuál de los delincuentes conocidos podía haber ejecutado el golpe. 
Antes de las 36 horas la policía anunció que los autores habían sido dos delincuentes con antecedentes: Félix Miloro, apodado El Pibe Ametralladora y Salustiano Franco, cuyas fotografías habían sido reconocidos por las víctimas. Comenzó su búsqueda mientras los periódicos pronosticaban que se produciría un feroz enfrentamiento cuando lo hallaran. La profecía se cumplió: poco después la policía informó que, cercado en una casa en la provincia de Córdoba, Miloro salió disparando con su subfusil y fue abatido. Franco, detenido en otra ciudad, adujo que el día del hecho se encontraba asaltando un Banco lejos del Policlínico pero no se le creyó y el caso fue dado por esclarecido.

### Brigitte
El dinero del robo estaba integrado en su mayor parte por billetes de $ 5000, cuya numeración se conocía porque eran nuevos, recién impresos. La Policía Federal distribuyó esa información a bancos locales y, por intermedio de Interpol, a otros del extranjero. A comienzos de 1964 el propietario de un cabaré de París depositó alguno de esos billetes en un Banco, que informó a la Sureté, la policía francesa. Interrogado, dijo que se los habían entregado dos argentinos que habían estado haciendo importantes gastos en su establecimiento. No tenía sus datos pero recordó que una prostituta que se hacía llamar Brigitte los había acompañado a su hotel. De los registros del mismo resultó que se trataba de los hermanos Lorenzo y Gustavo Posse, que desde el 20 de noviembre de 1963 habían estado en Europa cambiando pesos del robo por dólares pero también gastándolo en clubes nocturnos.
Cuando luego de un tiempo llegó la información a Buenos Aires, se reabrió la investigación y detuvo a Posse. Como consecuencia de su declaración se detuvo a Mario Duaihy, Horacio Rossi, Jorge Caffatti y Tomislav Rivaric, en cuya casa se encontró el arma del sargento Martínez y billetes del robo. José Luis Nell fue detenido en la base aérea de Río Gallegos donde estaba cumpliendo el servicio militar. También se emitió orden de captura respecto de Jorge Cataldo, Eduardo Viera, Rubén Rodríguez, Carlos Arbelos, Alfredo Roca, Amílcar Fidanza además de Joe Baxter.
 Billete de 5000 Pesos moneda nacional similar a los sustraidos en el asalto.

## Condena
José Luis Nell consideró que era consistente con su posición revolucionaria admitir su participación en el hecho y justificarlo ideológicamente, lo que también hicieron otros detenidos. Por su parte el MNRT emitió un comunicado a través de Compañero, el órgano del peronismo revolucionario, haciéndose responsable del asalto y reivindicando la violencia como herramienta de lucha política. Unos meses después, en noviembre de 1964 sus integrantes declararon la disolución del MNRT y su incorporación al peronismo. Ese año Jorge Luis Nell se fugó del edificio de Tribunales donde había sido llevado para declarar. 
La sentencia por el asalto al Policlínico fue dictada en octubre de 1970. Jorge Caffatti y Horacio Rossi recibieron condena de 18 años de prisión; Mario Dualhy, 16 años; Carlos Arbelos, 15 años; Tomislav Ribaric, 6 años y medio; Alfredo Roca, 34 meses; Gustavo Posse, 21 meses; y Lorenzo Posse, 18 meses. 
Viera fue detenido en julio de 1972 y aguardaba sentencia cuando llegó el 25 de mayo de 1973 y fue liberado por una amnistía general junto a los condenados que todavía seguían presos, Caffatti, Dualthy y Rossi.

## Consecuencias
En el mismo reportaje, Arbelos, afirma que hubo un error en el accionar de José Luis Nell, pues si se hubiera acercado más a los empleados, como habría hecho un ladrón común, el sargento no hubiera hecho ningún gesto y no hubiera habido pérdidas personales. Dice que luego Nell reconoció su error y agrega que el grupo desistió de hacer más operativos militares, ni de rescate de armamento, ni de dinero; agrega que cuatro décadas después considera el hecho como «un lamentable acontecimiento y en aquel momento también, aunque se lo haya idealizado, fruto del desarrollo de la teoría del “foco” guerrillero urbano, la mala lectura de la experiencia de la revolución argelina y del trasplante forzado de la experiencia de los rebeldes cubanos con la toma del poder en enero de 1959.»
Joe Baxter se fugó del país y permaneció observando la guerra de Vietnam durante 1966. Ese año tomó contacto con la organización Tupamaros de paso por Montevideo hacia Argentina, donde ingresó clandestinamente y terminó liderando una fracción del Ejército Revolucionario del Pueblo (ERP), formación guerriIlera de orientación trotskista. Murió en un accidente aéreo en el aeropuerto de Orly, Francia, en 1973. 
Ricardo Viera también militó en el ERP, estuvo preso durante la dictadura militar iniciada en 1976, y en 1985 fue detenido por un secuestro extorsivo. Horacio Rossi tiempo después de ser liberado pasó por cárceles de Argentina, Brasil, España y Francia acusado de delitos. Jorge Caffatti fue uno de los líderes de las Fuerzas Armadas Peronistas (FAP), fue apresado en 1977 y permanece desaparecido desde entonces. Mario Duaihy fue muerto por la policía en 1986 luego de haber participado en un robo al Casino de Termas de Río Hondo en la provincia de Santiago del Estero. Carlos Arbelos militó en las FAP y amenazado de muerte por la Triple A se exilió en España en 1974 y falleció allí en 2010. Jorge Luis Nell concurrió con una columna de Montoneros a la recepción a Perón el 20 de noviembre de 1973 en Ezeiza y en el tiroteo que se produjo recibió un balazo que lo dejó cuadripléjico. Al año siguiente se suicidó con ayuda de amigos.  
Por otra parte, Carlos Arbelos, Jorge Caffatti, Alfredo Roca y Horacio Rossi participaron en el secuestro de Luchino Revelli-Beaumont director de FIAT en Francia el 13 de abril de 1977 en París por el que se pagó un rescate de 2 millones de dólares.

## Película
En 1965 se estrenó la película Con gusto a rabia dirigida por Fernando Ayala sobre un guion que escribió en colaboración con Luis Pico Estrada, Carlos Itzcovich y Jorgelina Aráoz y tiene como principales protagonistas a Alfredo Alcón, Jorge Barreiro, Víctor Catalano, Maurice Jouvet, Mirtha Legrand, Marcela López Rey, Monica Mihanovich, Margarita Palacios y Ricardo Trigo, un drama policial que está parcialmente inspirado en el asalto al Policlínico Bancario e incluyó escenas rodadas en el lugar donde ocurrió ese hecho.